# Vila do Conde
Vila do Conde est une ville portugaise du district de Porto, région Nord et sous-région du Grand Porto. Elle est le siège d'une commune de 149,31 km2 de superficie et abritant 79 533 habitants (2011), subdivisée en 30 freguesias. La ville est limitée au Nord par la ville de Póvoa de Varzim, à l'est par la ville de Vila Nova de Famalicão et la ville de Trofa, au sud par la ville de Maia et par Matosinhos et a l'ouest par l'océan Atlantique.
Située sur la rive nord du rio Ave, Vila do Conde est un important centre industriel, port de pêche et aussi zone balnéaire et touristique, possédant un des principaux et plus prisés centres balnéaires du pays. La ville fait partie du même agglomérat urbain que Póvoa de Varzim.

## Histoire
La population de Vila do Conde est très ancienne, antérieure à la fondation du Portugal, et la toponymie de la ville ne subît pas d'altérations, étant déjà connue sous le nom de Vila do Conde. La première référence à la ville date de l'an 953 dans le livre de la comtesse Mumadona Dias où la cité est décrite sous le nom de Villa do Comite.
D. Sancho I tomba amoureux de D. Maria Pais, l'emmenant avec lui jusqu'à ce que le domaine soit en la possession de sa bien-aimée. Son arrière-arrière-petite fille, D. Teresa Martins et son époux, Afonso Sanches, fils illégitime de D. Dinis, fondèrent le Real Mosteira de Santa Clara, Le Monastère Royal de Santa Clara en 1318. D. Manuel I concéda la seigneurie à la population en 1516 et celle-ci participa activement dans les Grandes Découvertes portugaises, dont entre autres Paulo et Francisco Faria dans le voyage de Vasco de Gama en Inde. Au XIXe siècle, les invasions françaises provoquèrent de grands dommages chez la population. C'est à la plage de Mindelo, en 1832, qu'accostèrent les troupes du régent D. Pedro, qui luttait contre le régime absolutiste de D. Miguel. En 1987, Vila do Conde est élevée au rang de ville.

## Démographie
| 1801  | 1849   | 1900   | 1930   | 1960   | 1981   |
| ----- | ------ | ------ | ------ | ------ | ------ |
| 3 623 | 17 781 | 27 366 | 34 116 | 48 806 | 64 402 |

| 1991   | 2001   | 2004   | 2008   | 2011   | - |
| ------ | ------ | ------ | ------ | ------ | - |
| 64 836 | 74 391 | 75 981 | 77 320 | 79 533 | - |

## Subdivisions
La municipalité de Vila do Conde compte 30 paroisses (freguesia, en portugais). À l'exception du siège, aucune autre ne possède un statut, que ce soit « ville » ou « cité »[précision nécessaire], même si la toponymie de certaines d'entre elles pourraient le suggérer. Ces subdivisions sont majoritairement des villages ruraux qui occupe le territoire densément constitué de forêts. Pourtant, de petits villages comme Mindelo  ou Vilar do Pinheiro sont des espaces en continuelle urbanisation.
- Arcos
- Árvore
- Aveleda
- Azurara
- Bagunte
- Canidelo
- Fajozes
- Ferreiró
- Fornelo
- Gião
- Guilhabreu
- Junqueira
- Labruge
- Macieira da Maia
- Malta
- Mindelo
- Modivas
- Mosteiró
- Outeiro Maior
- Parada
- Retorta
- Rio Mau
- Tougues
- Touguinha
- Touguinhó
- Vairão
- Vila Chã
- Vila do Conde (freguesia)
- Vilar
- Vilar de Pinheiro

## Patrimoine
La ville possède un patrimoine historique assez riche, notamment l'imposant couvent de Santa Clara (pt), construit au début du XIVe siècle et qui jusqu'à aujourd'hui domine le paysage de la cité. Également, l'église Saint-Jean-Baptiste (pt) datant du XVIe siècle, le fort Saint-Jean-Baptiste (pt) (ou château de Vila do Conde), l'aqueduc de Santa-Clara (pt), la chapelle do Socorro (pt) qui date du XVIIe siècle, la chapelle de Nossa Senhora da Guia sur les berges du rio Ave, l'église de Lapa (pt) (unie à la coopérative de Vila do Conde) et le pilori de Vila do Conde. Dans son conseil, se détache la Cividade de Bagunte, l'église romane de São Cristóvão (pt) à Rio Mau et l'église Santa Maria de Azurara (pt).

## Personnalités liées à la ville
- Le poète José Régio est né à Vila do Conde.
- Le footballeur Fábio Coentrão (international portugais)
- Le footballeur Helder Postiga (international portugais)

## Sports
- Football : Rio Ave